# Virna Jandiroba
Virna Carole Andrade Jandiroba, née le 30 mai 1988 à Serrinha dans l'État de Bahia, est une pratiquante brésilienne d'arts martiaux mixtes (MMA). Elle fut championne des poids pailles de l'Invicta FC de mars 2018 à avril 2019, et combat actuellement dans la division des poids pailles de l'Ultimate Fighting Championship.

## Carrière dans les arts martiaux mixtes

### Parcours au sein de l'Invicta Fighting Championships (2017-2019)
Après avoir amassé 11 victoires pour 11 combats dans des fédérations brésiliennes, Virna Jandiroba signe avec l'Invicta Fighting Championships en mai 2017. Elle effectue son premier combat dans la promotion le 8 décembre 2017 face à Amy Montenegro (en), qu'elle soumet au premier round avec une clé de bras.
Le 24 mars 2018, elle bat la japonaise Mizuki Inoue (en) via décision partagée pour remporter le titre des poids pailles de l'Invicta FC, alors vacant.
Le 1er septembre 2018, elle défend son titre avec succès face à sa compatriote Janaisa Morandin (en), qu'elle défait à l'aide d'un étranglement bras-tête au 2e round.
En avril 2019, Virna Jandiroba signe avec l'Ultimate Fighting Championship (UFC), rendant son titre vacant par la même occasion.

### Parcours au sein de l'Ultimate Fighting Championship (2019-)
Elle dispute son premier combat au sein de l'UFC le 27 avril 2019 en guise de remplacement de Lívia Renata Souza, blessée, face à l'ancienne championne des poids pailles de la promotion Carla Esparza. Le soir du combat, Jandiroba s'incline via décision unanime, connaissant ainsi sa première défaite en 15 combats.
Le 7 décembre 2019, la Brésilienne décroche une nouvelle victoire en soumettant Mallory Martin (en) avec un étranglement arrière.
Le 15 août 2020, lors de l'UFC 252, elle soumet Felice Herrig avec une clé de bras au premier round, et obtient son premier bonus de Performance de la soirée. Le 12 décembre suivant, elle est défaite par Mackenzie Dern via décision unanime.
Le 19 juin 2021, elle bat la Japonaise Kanako Murata (en) via KO technique au terme de la 2e reprise, après que Murata se soit disloquée le coude dû à une clé de bras portée plus tôt dans le combat.
Le 30 octobre 2021, lors de l'UFC 267, elle s'incline face à Amanda Ribas (en) via décision unanime.
Le 14 mai 2022, Jandiroba vainc Angela Hill via décision unanime.
Le 6 mai 2023, elle vainc Marina Rodriguez (en) via décision unanime.
Le 30 mars 2024, la Brésilienne décroche sa sixième victoire à l'UFC en battant Loopy Godinez (en) via décision unanime.
Le 20 juillet 2024, lors de son premier combat en tête d'affiche d'un gala de l'UFC, Jandiroba vient à bout d'Amanda Lemos (en) à l'aide d'une clé de bras au 2e round.

## Palmarès en arts martiaux mixtes
| 25 combats     | 22 victoires | 3 défaites |
| Par KO         | 1            | 0          |
| Par soumission | 14           | 0          |
| Sur décision   | 7            | 3          |

| Résultat | Record | Adversaire                 | Méthode                               | Événement                                | Date               | Round | Temps | Lieu                                  | Notes                                                |
| -------- | ------ | -------------------------- | ------------------------------------- | ---------------------------------------- | ------------------ | ----- | ----- | ------------------------------------- | ---------------------------------------------------- |
| Victoire | 22-3   | Yan Xiaonan                | Décision unanime                      | UFC 314 : Volkanovski contre Lopes       | 12 avril 2025      | 3     | 5:00  | Miami, Floride, États-Unis            |                                                      |
| Victoire | 21-3   | Amanda Lemos               | Soumission (clé de bras)              | UFC on ESPN: Lemos vs. Jandiroba         | 20 juillet 2024    | 2     | 4:48  | Las Vegas, Nevada, États-Unis         |                                                      |
| Victoire | 20-3   | Loopy Godinez              | Décision unanime                      | UFC on ESPN: Blanchfield vs. Fiorot      | 30 mars 2024       | 3     | 5:00  | Atlantic City, New Jersey, États-Unis |                                                      |
| Victoire | 19-3   | Marina Rodriguez           | Décision unanime                      | UFC 288: Sterling vs. Cejudo             | 6 mai 2023         | 3     | 5:00  | Newark, New Jersey, États-Unis        |                                                      |
| Victoire | 18-3   | Angela Hill                | Décision unanime                      | UFC on ESPN: Błachowicz vs. Rakić        | 14 mai 2022        | 3     | 5:00  | Las Vegas, Nevada, États-Unis         |                                                      |
| Défaite  | 17-3   | Amanda Ribas               | Décision unanime                      | UFC 267: Błachowicz vs. Teixeira         | 30 octobre 2021    | 3     | 5:00  | Abou Dabi, Émirats arabes unis        |                                                      |
| Victoire | 17-2   | Kanako Murata              | TKO (blessure au bras)                | UFC on ESPN: The Korean Zombie vs. Ige   | 19 juin 2021       | 2     | 5:00  | Las Vegas, Nevada, États-Unis         |                                                      |
| Défaite  | 16-2   | Mackenzie Dern             | Décision unanime                      | UFC 256: Figueiredo vs. Moreno           | 12 décembre 2020   | 3     | 5:00  | Las Vegas, Nevada, États-Unis         |                                                      |
| Victoire | 16-1   | Felice Herrig              | Soumission (clé de bras)              | UFC 252: Miocic vs. Cormier III          | 15 août 2020       | 1     | 1:44  | Las Vegas, Nevada, États-Unis         | Performance de la soirée.                            |
| Victoire | 15-1   | Mallory Martin             | Soumission (étranglement arrière)     | UFC on ESPN: Overeem vs. Rozenstruik     | 7 décembre 2019    | 2     | 1:16  | Washington D.C., États-Unis           |                                                      |
| Défaite  | 14-1   | Carla Esparza              | Décision unanime                      | UFC Fight Night: Jacaré vs. Hermansson   | 27 avril 2019      | 3     | 5:00  | Sunrise, Floride, États-Unis          |                                                      |
| Victoire | 14-0   | Janaisa Morandin           | Soumission (étranglement bras-tête)   | Invicta FC 31: Jandiroba vs. Morandin    | 1er septembre 2018 | 2     | 2:23  | Kansas City, Missouri, États-Unis     | Défend le titre des poids pailles de l'Invicta FC.   |
| Victoire | 13-0   | Mizuki Inoue               | Décision partagée                     | Invicta FC 28: Mizuki vs. Jandiroba      | 24 mars 2018       | 5     | 5:00  | Salt Lake City, Utah, États-Unis      | Remporte le titre des poids pailles de l'Invicta FC. |
| Victoire | 12-0   | Amy Montenegro             | Soumission (clé de bras)              | Invicta FC 26: Maia vs. Niedwiedz        | 8 décembre 2017    | 1     | 2:50  | Kansas City, Missouri, États-Unis     |                                                      |
| Victoire | 11-0   | Ericka Almeida             | Décision partagée                     | Fight2Night 2                            | 28 avril 2017      | 3     | 5:00  | Foz do Iguaçu, Paraná, Brésil         |                                                      |
| Victoire | 10-0   | Suiane Teixeira dos Santos | Soumission (clé de bras)              | Imperium MMA Pro 12                      | 26 novembre 2016   | 1     | 0:46  | Serrinha, Bahia, Brésil               |                                                      |
| Victoire | 9-0    | Lisa Ellis                 | Soumission (étranglement arrière)     | Fight2Night 1: Silva vs. Sokoudjou       | 4 novembre 2016    | 1     | 2:21  | Rio de Janeiro, Brésil                |                                                      |
| Victoire | 8-0    | Cristiane Lima Silva       | Soumission (étranglement arrière)     | Fight On MMA 3                           | 30 juillet 2016    | 1     | 2:34  | Salvador, Bahia, Brésil               |                                                      |
| Victoire | 7-0    | Anne Karoline Nascimento   | Soumission (clé de bras)              | Circuito MNA de MMA 2                    | 9 avril 2016       | 2     | 3:29  | Seabra, Bahia, Brésil                 |                                                      |
| Victoire | 6-0    | Aline Sattelmayer          | Décision unanime                      | O Rei da Arena Fight 2                   | 14 novembre 2015   | 3     | 5:00  | Alagoinhas, Bahia, Brésil             |                                                      |
| Victoire | 5-0    | Cristiane Lima Silva       | Soumission (étranglement arrière)     | Velame Fight Combat 4                    | 12 septembre 2015  | 1     | 2:53  | Feira de Santana, Bahia, Brésil       |                                                      |
| Victoire | 4-0    | Carla Ramos                | Soumission (étranglement en triangle) | Banzay Fight Championship 2              | 16 mai 2015        | 1     | 1:50  | Candeias, Bahia, Brésil               |                                                      |
| Victoire | 3-0    | Camila Lima                | Soumission (étranglement arrière)     | MMA Super Heroes VII: Trevizan vs. Negão | 15 novembre 2014   | 2     | 4:30  | São Paulo, Brésil                     |                                                      |
| Victoire | 2-0    | Gina Brito Silva Santana   | Soumission (étranglement arrière)     | The Iron Fight 2.0                       | 21 décembre 2013   | 3     |       | Euclides da Cunha, Bahia, Brésil      |                                                      |
| Victoire | 1-0    | Joana Santana              | Soumission (étranglement arrière)     | Premier Fight League 10                  | 15 juin 2013       | 1     | 0:41  | Serrinha, Bahia, Brésil               |                                                      |